# 一條和矢
一條和矢（日语：／ Ichijō Kazuya，1966年4月11日—），日本男性配音員。出身於兵庫縣神戶市須磨區。賢Production所屬。身高173cm。A型血。
他也經常出現在成人遊戲中，並且不使用其他名字。他以前的藝名是一条 和也。

## 經歷
一條和矢從高中時期就開始創作原創同人誌，並製作廣播節目並將其錄製在卡式錄音帶上。與妹妹一起看漫畫、配音，也製作了現在所謂的卡帶書。由於沒有設備，他只能透過觀察來理解構圖和導演。
自從神戶學院大學就讀以來，他作為業餘廣播劇團的負責人，積極推出有聲作品，並活躍在家鄉神戶。製作了當時尚未成為主流的少年愛情廣播劇，隨著獨立製作銷量的增加，他邀請了高山南、置鮎龍太郎、堀川亮、大塚明夫等知名配音員作為嘉賓，並發行半主演的作品來建立自己的事業。1992年8月，在《Animedia》、《AnimeV》主辦的「DRACON'92」中獲得評審團特別獎。他的成功引起了神谷明的注意，後者直接發掘了他，並在28歲時移居東京，至今仍在當地工作。1994年出道，1995年首次常駐演出《鬼神童子ZENKI》裡的犬神狼一角。他也常出現在同年的《獸戰士卡爾基巴》裡，飾演主角葛雷法斯。
10年來，他一直在神戶專科藝術學院配音系負責CD廣播劇的講座。客座配音員包括綠川光、成田劍、真田麻美、優希比呂、久川綾、飯塚昭三、若本規夫、折笠愛、岸尾大輔、喜多村英梨、水島大宙、渡邊明乃等人，學生們在就讀期間就受邀參加在學校裡，讓他們與專業人士一起表演，讓他們接觸到現場的氣氛。他也根據自己在家鄉神戶成為職業配音員的經歷，教導學生如何出道。其學生包括金元壽子、森永麻衣子、大室佳奈。

## 特色
聲種：男中音。
擅長方言：關西方言、大阪方言、神戶方言。
活躍於動畫、旁白、電影預告、遊戲等領域。與山口勝平、原由依一樣，他也以「一條和矢」的名義出現在成人遊戲裡，而沒有使用不同的藝名。在本身的早期作品裡，他應經紀公司的要求使用了不同的名字。
興趣：柏青哥、遊戲。

## 演出
粗體字表示主要角色。

### 電視動畫
1994年
- 小紅帽恰恰（清虎）
- 蠟筆小新（1994年—2023年，導演、薰衣草增尾、菊井、主人〈星野小比郎〉、大衛特、蟹江楠三、合金是九太 等）
- 忍者亂太郎（1994年—2021年，八味地黃丸〈第2代〉／麻根坊、特萊·馬瓦師、切羽拓郎 等）
- 勇者警察傑德卡（執事）

1995年
- 黃金勇者合體（遠山金五郎）[注 1]
- 怪盜Saint Tail（主持人）
- 鬼神童子ZENKI（犬神狼）
- 獸戰士卡爾基巴（日语：獣戦士ガルキーバ）（格雷弗斯[12]）

1996年
- 逮捕令（防毒面具男）
- 鋼鐵神兵（鳳·拉斐內）
- 名偵探柯南（1996年—2021年，山岸榮一、飯島、若王子士郎、佐伯徹、坂田祐介、青野木亮一、和久刑事、越路直人、井上光夫、志田信久、尾取大策 等）

1997年
- 勇者王我王凱牙（巨漢）
- 吸血姬美夕（神魔·倣如、神魔·斑輝）
- 電光快車俠（1997年—2000年，7號）

1998年
- 抓狂一族（大澤木晴郎、春卷龍、丸山千秋）
- 丸少爺（1998年—，青兵衛[13]、牛[13]、田村誠[13]、本田一直老師[13]、山姆[13]、青之中將 等）
- 性感指令外傳 好厲害啊!! 勝先生（日语：セクシーコマンドー外伝 すごいよ!!マサルさん）（茶彥）
- 超魔神英雄傳（旅館屋主、夢）
- 哆啦A夢 (大山羨代版)（1998年—2002年，外國人、龍罐）
- 吉本無知子物語（日语：ヨシモトムチッ子物語）（閻魔蟲山本）
- LET'S 努普努普（日语：LET'S ぬぷぬぷっ）（旁白）
- 失落的宇宙（朗多）

1999年
- 伊索世界（埃蒙、手下A、彭戈拉、狐狸）
- 心中有陽光（日语：いつも心に太陽を!）（雄二）
- 傀儡師左近（佐伯勉）
- SURF SIDE HIGH-SCHOOL（日语：SURF SIDE HIGH-SCHOOL）（三田美智）
- 週刊故事樂園（日语：週刊ストーリーランド）（獅子、醫者、宗念、茂作、刑事、渚的哥哥、主持人）
- 十兵衛（1999年—2004年，津村天領〈米克〉[14]）2系列[系列 1]
- 星界的紋章（管制官、卡胡爾）
- 六翼天使之聲（日语：セラフィムコール）（片山導演）
- 鈴鐺貓娘（1999年—2001年，店長、老師）1系列 + 特別篇1作品[系列 2]
- 女惡魔人（男A）
- To Heart（1999年—2004年，藤田浩之[15]）2系列[系列 3]
- 日本第一的男兒魂（日语：日本一の男の魂）（結城智彥）2系列[系列 4]

2000年
- GEAR戰士電童（2000年—2001年，MDO、草薙圭介、機將美食、美食、克里斯·沃納）
- 金田一少年之事件簿（犬飼高志）
- 法布爾先生是名偵探（日语：ファーブル先生は名探偵）（巴吉爾、克里斯多福）
- 爆裂戰士戰藍寶（吉他）

2001年
- 激鬥戰車（上帝的聲音）
- 星界的戰旗II（卡胡爾）
- 聖石小子（藍斯、甩屁股團團長〈旺達夫哥吉〉）

2002年
- 我們這一家（2002年—2005年，電視聲音2、倒茶達人）
- 禁獵魔女（三澤和哉）
- 神世紀傳火星（日语：マーズ (漫画)）（2002年—2003年，加速器[16]、科學家D、司令官）
- 數碼寶貝04無限地帶（巴隆獸）

2003年
- 妮嘉尋親記（蓋歐格·哈斯基爾團長[17]）
- 鈴鐺貓娘Nyo（店長、米歇爾兔田）

2004年
- 下級生2 ～瞳孔中的少女們～（高大寺助清）
- 機動戰士鋼彈SEED DESTINY（戶高[18]、佐佐木）
- 魔法少年賈修（保鏢）
- 爆裂天使（傑伊）
- 冒險王比特（2004年—2005年，布魯扎姆、門、漢格 等）2系列[系列 5]
- 魔法少女奈葉（2004年—2015年，高町士郎、札斐拉）4系列[系列 6]
- 勇午 ～交涉人～（柴金）

2005年
- 地獄少女（如月刑警[19]）
- 哆啦A夢 (水田山葵版)（2005年—2025年，珍品堂聲音、家、主播、電腦、手套 等）

2006年
- 小天小天子（日语：こてんこてんこ）（章魚炸彈）
- 史上最強弟子兼一（大門寺誠、辻新之助）
- 飛天小女警Z（竹莢魚怪物、冰淇淋屋大叔）
- 旋風卡 陶藝家 猴太（日语：パッタ ポッタ モン太）（猴德、村長）
- 完美小姐進化論（隊長·翼）

2007年
- 鬼太郎 (第5作)（蛭田）
- 洗髮精王子（日语：シャンプー王子）（海綿爺爺[20]）
- 無敵偵探貴公子（越後）
- 瀨戶的花嫁（劍士長）
- 真仙魔大戰（舟助、金兔、狸鬼）
- 戀愛情結（校長）

2008年
- CHAOS;HEAD（判安二）
- 妳是主人我是僕（刺客1）
- S·A特優生 ～Special A～（會長）
- 玩命遊戲（前園）

2009年
- 閃亮雙胞胎（2009年—2010年，彩票屋A、拉麵店主人）

2010年
- 怪談餐館（妖精父、占卜師）
- 女僕咖啡廳（案內人員）
- 吸血鬼同盟（西條崇）
- 傳說的勇者的傳說（古拉斯伯魯伯爵）
- 咎狗之血（源泉）
- FAIRY TAIL（2010年—2019年，伍利·布坎納、熱眼、甩屁股團大哥）3系列[系列 7]
- FORTUNE ARTERIAL 赤之約束（青砥正則）

2011年
- 電波女與青春男（前川的父親）
- 妖怪少爺 ～千年魔京～（狂骨〈父〉）

2012年
- 人類衰退之後（文化局長）
- 夏目友人帳 肆（六花）
- 樂高旋風忍者：旋風術大師（吳大師、加馬登勳爵）

2013年
- 萌萌侵略者 OUTBREAK COMPANY（扎哈爾宰相、阿萊西奧[21]）
- 義風堂堂!! 兼續和慶次（假慶次）
- DD北斗神拳（2013年—2015年，拉歐[22][23]）2系列[系列 8]
- 幕末義人傳 浪漫（房東、永井、殭屍〈黑田神戶〉）
- ONE PIECE（2013年—2017年，布利德、夏洛特·摩斯卡特）

2014年
- 元氣！抓狂一族（大澤木大鐵[24]、大澤木金鐵、大澤木晴郎、土井津仁、春卷龍、力士[來源請求]）
- 魔術快斗1412
- Re:␣ HAMATORA（夏川）

2015年
- 亂步奇譚 Game of Laplace（菰田）
- 靈感少女（老爺爺）

2016年
- JOKER GAME（施密爾舒的暗殺者）
- 不愉快的妖怪庵（三地藏[25]）

2017年
- 櫻花任務（久米朋治[26]）
- 最強番長是少女（日语：喧嘩番長 乙女）（園長）
- 信長的忍者（不破光治）

2018年
- 老子是魔法少女（可可羅[27]、室長、旅館社長）

2021年
- 精靈幻想記（2021年—2024年，希爾多拉）2系列[系列 9]

2022年
- CUE！（芥沫）
- 朋友遊戲（援助交際男子）
- 令和鈴鐺貓娘（2022年—2023年，店長、侵略宇宙摔跤手們、父A、秋葉原的偉人、轉生屋）
- 神奇柑仔店（教授）
- 名偵探柯南 犯人·犯澤先生（新店長、主人）

2023年
- Buddy Daddies 殺手奶爸（寶石商）
- 龍族拼圖（大腹星人）
- 開闊天空！光之美少女（2023年—2024年，國王）
- 世界盡頭的聖騎士 鐵鏽之山的君王（海拉姆）

2024年
- 殺手寓言（老闆[28]）
- RINKAI！女子競輪（日语：リンカイ!）（澤光正瀧）
- 新人大叔冒險者，被最強隊伍操到死成無敵（史內普·利薩雷克特[29]）

2025年
- 中年大叔轉生反派千金（維爾茨親方）
- 歡迎來到日本，妖精小姐。（繆伊的祖父）
- 魔域英雄傳說（拉爾戈爾）
- 正能量企鵝（好為人師的北極熊[30]）
- 直至魔女消逝（會長）
- 離開A級隊伍的我，和從前的弟子往迷宮深處邁進（船長）

### 電影動畫
1997年
- 地球搖動的日子（日语：地球が動いた日）（拉麵屋老爹）
- 名偵探柯南：引爆摩天樓

1999年
- 火線先鋒大吾：火災現場的大傻瓜（甘粕士郎）

2000年
- 丸少爺：約定之夏 邪留與瀨見羅（青兵衛）

2001年
- 星際牛仔：天國之門（解析班B）
- 鈴鐺貓娘：星之旅（店長）
- 名偵探柯南：往天國的倒數計時（驗屍官）

2012年
- 魔法少女奈葉 The MOVIE 2nd A's（札斐拉[31]）

2013年
- 蠟筆小新：超級美味！B級美食大逃亡!!（大阪串燒的阿將）
- 豪華3鼎立！多美卡列車電影祭（日语：豪華3本立て!トミカ・プラレール映画まつり）（旁白、警察）

2017年
- 魔法少女奈葉Reflection／Detonation（2017年—2018年，札斐拉[32][33]）2部作
- 名偵探柯南：唐紅的戀歌（名頃鹿雄）

2018年
- 哆啦A夢：大雄的金銀島（木希）
- 劇場版 吸血鬼僕人 -Alice in the Garden-（有栖院御門[34]）

### OVA

#### 一般OVA
1994年
- 我們的意亂情迷不歸路（日语：ぼくはこのまま帰らない）（吉成律郎）

1995年
- 新海底軍艦（柏格德）

1996年
- 孃樣搜查網（卡茲）
- 銀河英雄傳說
- 同級生2（西御寺有友）
- 炸彈人：謝謝你的勇氣，我能聽到聲音
- 魔法使俱樂部（凜風、古人）

1997年
- Variable Geo（日语：ヴァリアブル・ジオ）（鷲尾）
- 鋼鐵神兵NEO（鳳·拉斐內）

1998年
- 閃電霹靂車SIN（1998年—1999年，天城大介[35]）

1999年
- 侍魂64 阿修羅斬魔傳（阿斯拉）
- 歡迎來到Pia Carrot!!2 DX（大荷物孝太郎）
- BREAK-AGE（日语：BREAK-AGE）（梶谷）

2000年
- 快打旋風ZERO -THE ANIMATION-（肯（日语：ケン・マスターズ））

2001年
- 動畫製作進行黑美（日语：アニメーション制作進行くろみちゃん）（針生誠一郎、葉山暢氣、豪、蹴飛夢太商標的功夫男、星印恐龍／貓人）
- KIZUNA -絆- 虛驚一場的誤會（日语：KIZUNA#KIZUNA -絆- KIZUNA -絆- 恋のから騒ぎ）（圓城寺圭）
- 目高的學校（日语：めだかの学校 (漫画)）（田中老師）
- 名偵探柯南 追蹤神秘的水星怪獸！（木田徹）

2002年
- From I"s -另一種夏日物語（市村洋介）

2003年
- Di Gi Charat劇場 就交給初子吧！（店長）
- 三角心 ～Sweet Songs Forever～（日语：とらいあんぐるハート3 〜Sweet Songs Forever〜#とらいあんぐるハート 〜Sweet Songs Forever〜）（高町士郎）

2004年
- 夏色的砂時計（芹澤畫伯）

2005年
- 閃亮☆企劃（日语：きらめき☆プロジェクト）（2005年—2006年，大矢仁）
- 圓盤皇女 星靈節的新娘（時野和人的父親）

2010年
- 瀨戶的花嫁 否苦炒亞怒羅魔 極道之妻 KEJIME（劍士長）

2012年
- 鋼索危情（日语：タイトロープ (夏目イサクの漫画)）（橘健介）

2013年
- 爆走！多美凱薩（日语：爆走!トミカイザー）（旁白、飼育員、直升機隊的隊長）

2014年
- 史上最強弟子兼一（老闆）[注 2]

2015年
- 機動戰士鋼彈 THE ORIGIN（2015年—2018年，蓋亞（日语：黒い三連星#ガイア）[36]）[注 3]

#### 成人動畫
2002年
- 月陽炎（日语：月陽炎）（嘉神悠志郎）
- Spotlight（日语：スポットライト (アダルトアニメ)） 後篇（松岡巧）
- 最終痴漢電車（日语：最終痴漢電車）（2002年—2003年，安西誠）

2003年
- 大惡司（洋蔥）
- 恥辱診察室（誠）
- Lingeries（日语：Lingeries）（財津）

2004年
- 痴漢托馬斯 痴漢道 其一（日语：痴漢者トーマス）（遠山萬壽夫）
- 冤罪（日语：冤罪 eine falsche Beschuldi-gung#オリジナルアニメ）（伊娃）

2006年
- MAID iN HEAVEN ～壯志驕陽～（日语：MAID iN HEAVEN 〜愛という名の欲望〜）（松戶祐介）
- 女系家族 ～淫謀～（日语：女系家族 (ゲーム)）（潮恭二）

2017年
- 桃色望遠鏡 Anime Edition（父親）

### 網路動畫
- Starry☆Sky（2010年，老教師）
- 拳願阿修羅（2019年—2023年，室淵剛三[37]）3系列[系列 10]
- 腐男子召喚 ～來到異世界被神獸設計了～（日语：腐男子召喚〜異世界で神獣にハメられました〜）（2023年，吉爾[38]）

### 遊戲

#### 一般遊戲
1995年
- 3×3EYES ～吸精公主～（貝拿勒斯、梁社長[39]）

1996年
- Extra Bright（日语：エクストラブライト）（威爾）
- 3×3EYES ～吸精公主～ S（貝拿勒斯）

1997年
- Linda³ Again（日语：リンダキューブ）（史邁利）
- Hybrid Angel（寶生寺龍藏[40]、寶生寺慶一[41]、寶生寺傳兵衛[42]）

1998年
- 星際牛仔（羅丹）[注 4]
- 侍魂64 阿修羅斬魔傳（阿修羅、反面阿修羅）
- 新超級機器人大戰（日语：新スーパーロボット大戦）（謝茲·巴哈）
- Lululi la Luala（ピッケ）

1999年
- 侍魂新章 劍客異聞錄 甦醒的蒼紅之刃（幽堕）
- 偵探 神宮寺三郎 燈息的瞬間（日语：探偵 神宮寺三郎 灯火が消えぬ間に）（韮崎祐一）
- 格鬥天王系列（1999年—2020年，全勳（日语：ジョン・フーン））6作品[系列 11]

2000年
- 偵探紳士DASH！（日语：不確定世界の探偵紳士）（孔龍）

2001年
- ESCAPE（早乙女麗士）
- GEAR戰士電童（機將G美食）

2002年
- 復活邪神：無限傳說（日语：アンリミテッド:サガ）（克萊德·黑風暴、奧貝魯本德）
- 聖石小子（藍斯、旺達夫哥吉）2作品

2003年
- SUNRISE WORLD WAR From 日昇英雄譚（格雷弗斯）
- 星界的戰旗（日语：星界の戦旗 (ゲーム)）（卡胡爾）
- 純愛咖啡廳 ～maid cafe "curio"～（原宏幸）[注 5]
- 刑事 大打擊 ～北之挑戰～（大打擊）
- （白鐘利廣）
- Take off！（相模紫朗）

2004年
- Chaos Breaker（日语：カオスブレイカー）
- 超級機器人大戰MX（機將G美食）
- （雪村歐彥）
- FANATICA（日语：FANATICA〜ファナティカ〜）（卡提斯）

2005年
- 純愛咖啡廳 ～maid cafe "curio"～（原宏幸）[注 6]
- 超級機器人大戰MX 攜帶版（機將G美食）
- NeoGeo Battle Coliseum（日语：ネオジオバトルコロシアム）（阿斯拉）

2006年
- 機動戰士鋼彈SEED DESTINY 聯合vs.Z.A.F.T.II（日语：機動戦士ガンダムSEED DESTINY 連合vs.Z.A.F.T.II）（戶高）
- 蝶花（慈十蘭）
- （香林店長）
- 純愛咖啡廳 -Chocolat Second Style-（榊原宏幸）
- 薔薇樹上薔薇開 ～Das Versprechen～（日语：薔薇ノ木ニ薔薇ノ花咲ク）（月村幹彥）

2007年
- （青兵衛）[注 7]
- （影山聰史）
- （影山聰史）

2008年
- CHAOS;HEAD（判安二）
- 銀色月蝕（日语：FANATICA〜ファナティカ〜）（卡提斯）
- 秘密遊戲 -殺手皇后-（手塚義光、史密斯）
- 咎狗之血（源泉）
- 紅色天井艷妖綺譚（嘉祥）
- （賽特·文·賈西姆、凱撒）

2009年
- SD鋼彈 G世代（2009年—2019年，戶高）4作品[系列 12]
- （維諾瓦）
- （刺草）
- 桃華月憚 -光風之陵王-（加賀浩人）

2010年
- Axanael（日语：下倉バイオ）（尖角）
- ZODIAC（大鎌すぐる）
- 咎狗之血 True Blood Portable（源泉）
- 二世之約（日语：二世の契り）（武田信玄）
- 潘朵拉 ～名誌吾心～（日语：PANDORA 君の名前を僕は知る）（小丑）
- 魔法少女奈葉A's 攜帶版 -THE BATTLE OF ACES-（札斐拉）

2011年
- Sweet Robin Girl（席德尼·哈特曼）
- 二世之約 回憶的前方（日语：二世の契り）（武田信玄）
- fortissimo EXA//Akkord:Bsusvier（轟木鋼）
- 魔法少女奈葉A's 攜帶版 -THE GEARS OF DESTINY-（札斐拉[43]）

2012年
- SINCLIENT（平野源一[44]）
- （[45]）
- fortissimo EXS//Akkord:nächsten Phase（轟木鋼[46]）

2013年
- 制服王子（立原志麻）
- Rebellions Secret Game 2nd Stage BOOSTED EDITION（黑河正規[47]）

2014年
- 穢翼的尤斯蒂婭 Angel's blessing（瓦利亞斯·梅斯納）
- 相州戦神館學園 八命陣 天之刻（日语：相州戦神館學園 八命陣）（神野明影）
- （甲斐真太郎[48]）
- Kadenz fermata//Akkord：fortissimo（轟木鋼、師父[49]）
- 十三支演義 ～偃月三國傳2～（日语：十三支演義 〜偃月三国伝〜）（賈詡[50]）
- 和姐姐談戀愛！+PLUS（日语：もっと 姉、ちゃんとしようよっ!）（明日原士郎[51]、神秘男性[52]）

2017年
- 鋼彈VS.（日语：ガンダムバーサス）（蓋亞（日语：黒い三連星#ガイア））
- 樂高旋風忍者電影（吳大師）

2019年
- 薩爾達傳說 織夢島（塔林）
- 鋼彈網路大戰（蓋亞[53]）

2020年
- 北斗神拳 LEGENDS ReVIVE（凱傑魯（日语：修羅の国））
- 一起玩吧～♪ 正能量企鵝（日语：コウペンちゃん）（教書型態的白熊）

2022年
- 機動戰士鋼彈 兵工廠基地（日语：機動戦士ガンダム アーセナルベース）（2022年—2023年，蓋亞、托瓦寧、吉翁将官、研究者）
- 穢翼的尤斯蒂婭（瓦利亞斯·梅斯納[54]）
- （2022年—2024年，大和[55]、日向[56]、悉平太郎）[注 8]

2024年
- 碧藍幻想（辛口審査員[57]）
- 東京放課後召喚師（日语：東京放課後サモナーズ）（伊戈羅納克[58]）

#### 成人遊戲
2000年
- 奴隸市場（加里波底、德拉奎）

2001年
- 奴隸市場 Renaissance（加里波底、德拉奎）

2002年
- 幻夢館 ～愛欲與凌辱的淫罪～（日语：幻夢館 〜愛欲と凌辱の淫罪〜）（今田和善）
- 女系家族（日语：女系家族 (ゲーム)）（野崎宗介）
- 女郎蜘蛛 ～真傳～（日语：女郎蜘蛛 (ゲーム)）（中伊佐治）
- 女教師二十三歲（本城隆之）

2003年
- （亨塞爾）
- 星之王女（日语：星の王女）（古賀雅也、相馬隼人）
- Clover Heart's（日语：Clover Heart's）（西園寺老師）
- ANGELIUM -心跳LOVE GOD-（日语：ANGELIUM -ときめきLOVE GOD-）（哈德斯）
- 薔薇樹上薔薇開（日语：薔薇ノ木ニ薔薇ノ花咲ク）（月村幹彥）
- 純愛咖啡廳 ～maid cafe "curio"～（榊原宏幸）
- 痴漢托馬斯（日语：痴漢者トーマス）（遠山萬壽央）
- （冰室龍也）

2004年
- （加萊·拉斯穆恩、亨利·內維爾）
- Yin-Yang！ X Change Alternative（日语：Yin-Yang! X Change Alternative）（早乙女蓮司）
- 朋友以上戀人未滿（日语：友達以上恋人未満 (ゲーム)）（磯部權造）
- 魔王的女兒們（埃魯尼斯）

2005年
- 絕對服從命令（勞勒斯·安特萊希）
- 痴漢托馬斯II（遠山萬壽央）
- 咎狗之血（源泉）
- 純愛咖啡廳 ～chocolat second brew～（榊原宏幸）
- 夜刀姬斬鬼行（日语：夜刀姫斬鬼行）（久久津穿）

2006年
- Laughter Land（日语：Laughter Land）（達格）
- 殺手皇后（手塚義光）
- Braban！ -The bonds of melody-（大河原甚五郎）
- （點野一味）
- （西園寺）
- （藤盛鐵太）
- （藤盛鐵太）
- 愛與欲望之學園 ～華麗之夜的舞會～（兩國一位）

2007年
- GUN-KATANA（銃刀）—Non-Human-Killer—（三柴曉）
- 月光嘉年華（古列爾莫）
- 超級調教師J（J）
- 明日的世界（日向陽）
- 桃華月憚（加賀廣人）
- 游泳調教師 ～母娘羞恥課程（篠原俊夫[59]）

2008年
- ENGAGE LINKS（日语：ENGAGE LINKS）（賽揚＝魯夫）
- G弦上的魔王（西條）
- 黑暗之聲ZERO（日语：闇の声ZERO）（池上清彥）
- FORTUNE ARTERIAL（青砥正則）

2009年
- 秘密遊戲 -殺手皇后-（手塚義光、史密斯）
- 在這片無盡的藍天之下…。〔完全版〕（日语：果てしなく青い、この空の下で…。）（穗村辻夫）
- 為了征服世界我有3種方法（烏爾默·貝蒂斯·馮·費斯塔利托9世、西夫）
- （葛城志郎）
- 法蘭西少女 ～Une fille blanche～（日语：仏蘭西少女）（中伊佐治）

2010年
- 為了征服世界我有666種方法（烏爾默·貝蒂斯·馮·費斯塔利托4世）
- （西園寺）
- 和姐姐談戀愛！（日语：もっと 姉、ちゃんとしようよっ!）（明日原士郎、神秘男性、社長）
- airy［F］airy ～Easter of Sant'Ariccia～（日语：airy［F］airy 〜Easter of Sant'Ariccia〜）（加斯帕雷·福爾特[60]）
- JINKI EXTEND Re:VISION（日语：JINKI EXTEND Re:VISION）（小河原兩兵）

2011年
- （西園寺玉彥[61]）
- 秘密遊戲 代碼：修正（黑河正規）
- 大帝國（東鄉毅）
- 穢翼的尤斯蒂婭（瓦利亞斯·梅斯納）

2012年
- 裡面沒有人！東京英雄Project（日语：中の人などいない! トーキョー・ヒーロー・プロジェクト）（西園寺）

2013年
- 天色IsleNauts（虎倉博巳[62]）
- （吉爾塔尼亞·菲茲·梅爾基亞納[63]）
- Rebellions Secret Game 2nd Stage BOOSTED EDITION（黑河正規）

2014年
- 相州戰神館學園 八命陣（日语：相州戦神館學園 八命陣）（神野明影）
- Clover Day's（西園寺老師）
- （甲斐真太郎）

2015年
- （魔神瓦普拉）
- 相州戦神館學園 萬仙陣（日语：相州戦神館學園 八命陣）（神野明影）
- （戌亥尚央）

2016年
- （多多良泰然）
- Clover Day's Plus（西園寺老師）

2017年
- （吉爾＝佩雷利斯）
- 幕末盡忠報國烈士傳 -MIBURO-（日语：幕末尽忠報国烈士伝 -MIBURO-）（久坂玄瑞、松平忠敏、戶田一心齋、內山彥次郎[64]）

2018年
- RIDDLE JOKER（伊勢篤紀[65]）
- （阿斯拉）

2019年
- 若葉色的四重奏

2020年
- 東京24區（三條隼人）

2021年
- 雪境迷途遇仙踪（スサノオ）

2022年
- （吉梅爾路）

2024年
- D.C.5 Sweet Happiness（鷺澤源藏）

### 廣播劇CD
- 穢翼的尤斯蒂婭（瓦利亞斯·梅斯納）
- CHAOS;HEAD 廣播劇CD「The parallel bootleg」（2008年，判安二）
- 然後初戀成為妹妹 廣播劇CD ～Se-shun life in 美柿野寮～（日语：そして初恋が妹になる#ドラマCD）（2016年，多多良泰然）
- 奇才樂團物語「白之章」（旁白、執事總本部長）
- 奇才樂團物語「ZX之章」（旁白）
- 歡迎光臨CHiRAL CAFE（源泉）
- 絢爛舞踏祭 原聲廣播劇3 慈愛號DISC（艾恩·索布林）
- 新撰組廣播劇CD 壬生狼真傳 -泡雪之章-（芹澤鴨）
- 長美女與野獸（日语：ちょーシリーズ）（巴洛克席特）
- 電視動畫「咎狗之血」廣播劇CD（源泉）
- 我的801女友R（日语：となりの801ちゃん）2（Marine ENTERTAINMENT（日语：マリン・エンタテインメント）社長、N江的前輩社員）
- DRAGON ERASER（城戶京太郎）
- 聖魔之血 R.A.M（同2、3）（亞伯·奈特羅德）
- 二世之契（日语：二世の契り） 廣播劇CD ～IT戰國時代～（武田信玄）
- 高速交通隊（日语：高速エイジ）（東雲東）
- 偷偷愛著你（梅田北斗）
- P.B.L原聲廣播劇CD 我們是勇者!?（魔王 阿爾滕塔根的狼）
- 暮蟬悲鳴時（龍宮蕾娜的父親）
- 閃電霹靂車系列
  - 閃電霹靂車SAGA ROUND5 SAKURA（律師）
  - 閃電霹靂車 SAGAII ROUND3 鋼鐵的Meistersinger（賽場廣播）
- PRISM☆MA～GICAL MAGICAL☆廣播劇CD（日语：プリズム☆ま〜じカル 〜 PRISM Generations! 〜）（2010年，小野寺凍仁）
- 魔法少女奈葉 Sound Stage系列（札斐拉）
  - 魔法少女奈葉 Sound Stage 01—03
  - 魔法少女奈葉 StrikerS Sound Stage 02、03
  - 魔法少女奈葉 StrikerS Sound Stage M4 10thSP（《Megami MAGAZINE》2009年9月號附錄［Vol.112］）
- 魔法少女奈葉 The MOVIE 2nd A's 廣播劇CD附錄特別鑑賞劵 Side-Y（札斐拉）
- 魔法少女奈葉 Reflection（日语：魔法少女リリカルなのは Reflection）【奈葉&疾風篇＋Bpuns Track Vivid Strike！芙卡篇】（札斐拉）
- （上藏達吉）[66]

#### BLCD
- 就是愛、愛!! -山田靫 Bamboo Selection CD-（落合）
- 愛與欲望之學園 1—2（兩國一位）
- YEBISU Celebrities（日语：YEBISUセレブリティーズ） Encore（艾伯特）
- 國王與我
  - 國王與我 Vol.1（長田、威廉）
  - 國王與我 Vol.2（長田、威廉、凱利）
- 糾纏窒息的愛（高刀總介）
- 絆 -KIZUNA-系列（圓城寺圭）
  - 絆 -KIZUNA- 天下無敵的挑戰書 DRAMA SPECIAL Vol.1、2
  - 絆 -KIZUNA- 天下無敵的挑戰書 SONG SPECIAL Vol.3
  - 絆 -KIZUNA- YOU'RE ALL…
  - 絆 -KIZUNA- 2—5
- KISS就是這麼簡單（關祐介）
- 君之中的變奏曲 廣播劇CD 火之章（維諾瓦） 
  - 君之中的變奏曲 廣播劇CD 水之章（維諾瓦）
- 共犯系列（國武馨）
  - KYOUHAN ～共犯～
  - 真夜中的純情 ～KYOUHAN2～
- 豪華客船系列（林）
  - 豪華客船上戀愛的開始6
  - 豪華客船上心跳的加速開始
- 愛上珠寶設計師（安東尼奧·加瓦埃里）
- （冰室龍也）
- （真柴俊介）
- 店內戀愛（室井一誠）
- 是 -ZE-系列（和記）
  - 是 -ZE-
  - 是 -ZE- 2 玄間&冰見篇
  - 是 -ZE- 3 守夜&隆成篇
  - 是 -ZE- 4
- 蝶花（慈十蘭）
- 人（沙生正彥）
- 系列（三神怜司）
- BE×BOY CD COLLECTION 疵 SCANDAL（有賀祐介）
- 腐男子召喚 ～來到異世界被神獸設計了～（日语：腐男子召喚〜異世界で神獣にハメられました〜）（吉爾[67]）
  - 腐男子召喚 ～來到異世界被神獸設計了～[注 9][38]
- 香港戀愛夜曲（艾德華·華）
- 每日晴天！系列（木村龍）
  -  每日晴天！3
  -  每日晴天！4
  -  每日晴天！5
  -  每日晴天！6
  -  每日晴天！番外篇（角色全員服務）
- 戀愛契約系列（花房敬吾）
  - 浪漫的戀愛契約
  - 戲劇性的戀愛契約

### 外語配音

#### 演員
史提夫·瓦倫丁
- 阿凡隆高中（英语：Avalon High (film)）（摩爾老師）
- 狗狗部落客 (第3季)（拉爾夫）
- 我的音樂日記（英语：I'm in the Band）（德瑞克·朱皮特）
- 青春海灘電影版（瑞斯·卡門貝爾）

#### 電影
- 美夢成真（日语：石ころの夢）（余俊相〈車仁杓〉）
- 以毒攻毒（英语：Exit Wounds）
- 朋友 ※影碟版（關西方言）。
- 一個頭兩個大（英语：Me, Myself & Irene）（迪基·蘇曼〈丹尼爾·格林〉）
- 致命羅密歐
- 大象的眼淚（查理·歐布萊恩〈保羅·薛納德（英语：Paul Schneider (actor)）〉）

#### 電視影集
- 神經妙探
- 黑暗榮耀（崔東圭刑警）

#### 動畫
- 丁丁歷險記（艾倫的手下、少校 等）
- 樂高旋風忍者電影（吳大師）

### 數位漫畫
- 醫界風雲（2013年，誠同院長）

### 特攝影集
2014年
- 烈車戰隊特急者（肥皂暗影怪的聲音[68]）

2015年
- 假面騎士Drive（眼魔的聲音[69]）
- 假面騎士Ghost（旁白[69]）

2020年
- 魔進戰隊煌輝者（高爾夫邪面的聲音[70]）

2023年
- 假面騎士GOTCHARD（2023年—2024年，黃金衝刺的聲音、鐮刀螳螂的聲音、破曉黃金衝刺的聲音、黎明三頭犬的聲音、三頭犬瑪魯加姆的聲音、大王鬼的聲音）
- 假面騎士THE WINTER MOVIE GOTCHARD & GEATS 最強克米☆GOTCHA大作戰（黃金衝刺的聲音、鐮刀螳螂的聲音）

2024年
- 假面騎士GOTCHARD The Future Daybreak（黃金衝刺的聲音）

### 柏青哥、角子機
- P惡魔人 ～疾風迅雷～（2021年，大魔王謝朗[71]）

### 廣播節目
- 聖魔之血：Rage Against the Moons（亞伯·奈特羅德）
- BL-PARADISE（2004年4月9日—2005年5月27日，與高城元氣一起擔任主持人）
- 和矢、久美（日语：夏目久美）的塔拉雷香草（どこでもUSEN）
- 和矢、久美的塔拉雷香草NEO（Galge.com：2008年6月10日—）
- 花園BL俱樂部（日语：花園BL倶楽部）（Galge.com：2009年1月14日—）
- （Voice Love Network（日语：Voice・Love・Network）：2009年9月10日—2010年11月／音泉：2010年12月9日—）
- AXL 電台 喧囂的交流會 異文化交流時間！（日语：かしましコミュニケーション#インターネットラジオ）（音泉：2010年2月12日—）

### 音樂CD
- vol.3（2006年2月24日）

### 旁白
- HERO 第1話（2001年，富士電視台）動畫旁白
- （日本電視台）單元旁白[72]
- 魚種格鬥技戰（BS釣魚電視（日语：釣りビジョン））[72]
- HYPER EXPERT（BS釣魚電視）[72]
- 釣魚迷日記紀行（CS衛星劇場（日语：衛星劇場））[72]
- 山田邦子的FISHISH（BS釣魚電視）[72]

### 影像商品
- 魔法少女奈葉系列15週年紀念活動「莉莉卡露☆LIVE」（日语：魔法少女リリカルなのは15周年記念イベント「リリカル☆ライブ」）（2020年）

## 腳註
（包含18歳以上才能閱覽的網站在內）

## 外部連結
- 一條和矢｜賢Production （日語）
- ，存于 （日語）—一條和矢的官方個人網站。
- （日語）—一條和矢的官方個人部落格（2008年2月28日—2017年2月4日）。
- （日語）—一條和矢的官方個人部落格（舊）（2005年7月4日—2008年1月23日）。
- 一條和矢的X（前Twitter） （日語）（2011年6月12日—）※ UTC表示。